# Voie rapide S2 (Pologne)
Pour les articles homonymes, voir S2.
La voie rapide S2 est une voie rapide polonaise d’une longueur totale de 34,1 km, et qui constitue la partie sud du périphérique de Varsovie. Cette voie express a également pour but d'assurer la continuité de l'autoroute A2 qui relie la frontière allemande à la frontière biélorusse (à terme). Après une première mise en service en 2013 de la partie Ouest, les travaux de la partie Est ont commencé fin 2015, pour une mise en service prévue initialement en août 2020, mais retardée à décembre 2020 pour les deux tronçons les plus à l'Est et mi-2021 pour le tronçon le plus à l'Ouest en partant de la section existante. Finalement, l'intégralité du dernier tronçon, comprenant le tunnel d'Ursynów d'une longueur de 2 335 mètres, a été ouvert à la circulation le 20 décembre 2021.

## Parcours
Échangeur entre S2, A2 et S8 : Łódź, Poznań, Świecko, Białystok
- Tronçon commun avec la S8
- 1 Opacz-Kolonia : Pruszków, Piastów, Varsovie (Ursus) DW719 (sens Lubelska-Konotopa)

 Échangeur entre S2, S8 et DK7 : Varsovie (centre, Ochota), Wrocław, Łódź, Piotrków Trybunalski
- Fin du tronçon commun avec la S8
- 2 Warszawa – Aleja Krakowska : Pruszków, Piastów, Varsovie (Ursus , Włochy)

 Échangeur entre S2, S79 et S7 : Varsovie (centre), Aéroport de Varsovie-Chopin, Lesznowola, (en construction : Cracovie)
- Tronçon commun avec la S79
- 3 Warszawa Puławska : Varsovie (centre, Mokotów), Piaseczno, Sandomierz DK79
- Fin du tronçon commun avec la S79
- 4a Ursynów Zachód (demi-échangeur) : Varsovie (Ursynów, Mokotów)
- Tunnel d'Ursynów (2 335 m)
- 4b Ursynów Wschód (demi-échangeur) : Varsovie (Ursynów, Mokotów)
- 5 Warszawa Wilanów : Varsovie (centre, Wilanów), Konstancin-Jeziorna, Góra Kalwaria DW724
- Viaduc Anna Jagellon sur la Vistule (1 025,5 m)
- 6 Wał Miedzeszyński : Varsovie (Wawer, Praga-Południe), Puławy DW801
- 7 Warszawa - ul. Patriotów : Varsovie (Wawer, Rembertów), Józefów, Otwock, Karczew
- Viaduc au-dessus du parc naturel de Mazovie (368 m)

 Échangeur entre S2, A2 et S17 : Varsovie (est), Lublin, Siedlce

## Futur
À terme, la voie rapide doit rallier l'est de la capitale, au niveau de l'échangeur Lubelska, où elle rencontrera la S17 (qui fera le périphérique est et rejoindra la frontière ukrainienne en passant par Lublin) et est prolongée par l'autoroute A2 qui rejoindra la frontière biélorusse.
Le contrat pour le début des travaux a été signé en décembre 2015, pour une ouverture complète de la voie rapide initialement prévue en août 2020, mais des éléments imprévus ont repoussé l'ouverture à décembre 2020 pour la section Przyczółkowa-Lubelska et à mi-2021 pour la section Puławska-Przyczółkowa. La section Przyczółkowa-Lubelska a été ouverte à la circulation le 22 décembre 2020 et la sortie Przyczółkowa a été renommée Warszawa Wilanów du nom de l'arrondissement qu'elle dessert. 